# 普魯斯區
普魯斯區（西班牙語：Distrito de Purús），是秘魯的一個區，位於該國東部烏卡亞利大區的普魯斯省，始建於1943年7月2日，面積17,847.8平方公里，海拔高度230米，2005年人口3,485，人口密度每平方公里0.2人。